# Combat de Mangolérian
Chouannerie
La bataille de Mangolérian se déroule pendant la Chouannerie. Le 15 mars 1794, les insurgés tentent de s'emparer de Vannes mais ils sont repoussés par les Républicains lors d'un combat dans les landes de Meucon.

## Prélude
Pendant le mois de février 1794, trois officiers de l'armée catholique et royale, Auguste de Béjarry, Joseph de Fay et le chevalier de Geslin avaient gagné le Morbihan après avoir échappé aux massacres de Savenay. Rapidement, ils se mettent en relation avec le chef chouan Pierre Guillemot à Bignan. Vannes et Lorient ayant été dégarnies de leurs troupes, les quatre royalistes mettent en projet un soulèvement des campagnes dans le but de prendre Vannes. Le plan est rapidement mis à exécution, début mars 1794, de Bignan à Béganne et Rieux, de nombreuses communes s'insurgent. Dans la nuit du 12 au 13 mars deux patriotes, François Hémon, membre du directoire de Josselin et Mathurin Jéhanno, secrétaire du juge de paix du canton, sont assassinés. Un rassemblement est prévu pour le 14 mars à Mangolérian. Des affiches sont placardées sur les églises.
| « Au nom de Dieu et de la religion ainsi que du Roy de France Louis XVII. Habitants de la paroisse de Plaudren, vous êtes avertis de vous trouver aujourd'hui au soir à la chapelle de Mangolérian, armés de fusils, pistolets, sabres, amonitions, fourches, faulx, crocs, et de porter du pain pour deux jours. Ceux qui refuseront seront regardés comme ennemis de la Religion et du Roy. Signé : Briend fils, de Silz. » — Affiche placardée à Plaudren |

Le 14 mars, au petit matin, Briend, à la tête de 50 hommes envahit l'ancien prieuré de l'abbaye de Lanvaux, racheté par Villemain, acquéreur de biens nationaux. Les chouans le capturent dans son lit et l'exécutent. Dès lors les patriotes de Vannes prennent peur et demandent de l'aide à Lorient. Dix autres patriotes sont faits prisonniers et enfermés à Grandchamp.
| « Nous sommes entourés de brigands. Vannes est menacé. On craint que les rebelles ne tombent cette nuit ou demain matin sur notre ville et nous sommes presque sans troupes. Vous n'abandonnerez pas vos frères et nous espérons surtout que les dragons viendront à notre secours; les moments sont pressants. Le citoyen Hémon, administrateur de Josselin, le citoyen Jéhanno, clerc chez le citoyen Bouhelec, le citoyen Villemain de Lanvaux ont été tous les trois lâchement assassinés. Du secours, frères et amis, ou nous courons les plus grands risques. » |

## La bataille
Les insurgés se rassemblent à la colline de Mangolérian, il y a là majoritairement des hommes de Bignan, Plaudren, Plumelec, Saint-Jean-Brévelay, mais aussi des environs de Locminé, Josselin et Rochefort-en-Terre.
Le 15 mars, le citoyen Lacombe ne peut rassembler que 200 fantassins, quelques dizaines de cavaliers et un canon pour tenter une sortie. Les soldats quittent Vannes, à trois heures du matin et prennent la direction de Meucon. En chemin ils capturent puis fusillent un paysan, porteur d'une cocarde blanche. Ils rencontrent ensuite les rebelles sur les hauteurs de Mangolérian. Les républicains sont en nette infériorité numérique. Mais cependant dès le début du combat, les paysans-chouans, peu habitués aux combats, paniquent et prennent la fuite à la vue des cavaliers républicains. 400 hommes seulement sur 1 200 poursuivent le combat, ils tirent une première salve qui repousse la cavalerie. Lacombe fait alors donner l'infanterie, celle-ci s'arrête à trente mètres et tire trois salves qui ne font cependant que peu de dégâts car les insurgés restent embusqués. Bien que les Républicains hésitent à avancer, les rebelles préfèrent battre en retraite malgré l'avis de de Fay.
| « Une nouvelle Vendée devait se former dans la Morbihan. Le but des rebelles était de s'emparer de Vannes et de Lorient pendant l'absence des troupes portées à Saint-Malo. Plus de quinze lieues de pays étaient dans le complot. Leur principal rassemblement était à Montglorian qu'on débite tirer son nom de Marc-Aurèle. Je suis sorti, ce matin, à trois heures avec cent hommes de la garde nationale, cent hommes du premier régiment de la marine, quarante cavaliers du vingt-quatrième régiment, quelques gendarmes et une pièce de canon. J'ai dirigé ma petite colonne sur Meucon que j'ai fait investir, et je me suis rendu à Montglorian où j'ai trouvé une armée de brigands en ordre de bataille dans une excellente position. Ma cavalerie a été repoussée par une fusillade bien soutenue qui a démonté plusieurs cavaliers. Mon infanterie est arrivée et a marché au pas de charge. Après une heure de combat, l'ennemi a été repoussé derrière ses retranchements, et a pris la fuite, avec une perte considérable. Les chefs se sont échappés dans les marais. J'ai eu un homme tué et dix blessés. Les circonstances ont exigé l'incendie du village. Malgré cet avantage, il y a lieu de craindre de nouveaux rassemblements, et je n'ai que douze cents hommes pour défendre l'intérieur et l'extérieur du département. » — Rapport de Lacombe, 16 mars 1794 |

| « Ô destinée, je regardais ce jour comme un jour de victoire et me flattais de voir Vannes dans ce jour. Mais à la vue de quelques gendarmes, huit à neuf cents Bretons prennent la fuite. Béjarry et le petit jacques, sans attendre l'ordre, foncent sur l'ennemi et mettent facilement les cavaliers en déroute. Le nombre des poltrons fuyards augmentait. Je cherchais inutilement à rallier ma troupe. Mécontent de la manœuvre de Béjarry qui ne prévoyant pas qu'il y avait de l'infanterie et du canon à la suite de la cavalerie avait foncé sans avoir eu le temps de rassembler notre monde, je cours auprès les fuyards et fais de vains efforts pour les rallier. L'ennemi avançait et le nombre des braves était réduit à 400. Je les fais embusquer et nous essuyâmes à cinquante pas trois décharges de l'ennemi sans perdre un seul homme. Nous leur tuâmes une dizaine d'hommes, et, ne se sentant pas point en force de résister, la petite troupe songea à la retraite. C'était contre mon avis parce que les bleus n'avançaient point et ignoraient ce que nous étions. Béjarry et moi restés avec une dizaine d'hommes nous nous retirâmes sans aucun incident... » — Journal de Joseph de Fay |

## Les pertes
Les pertes des chouans ne sont pas connues, « considérables » selon les républicains, nulles selon les chefs insurgés. De Fay écrit dans son journal que les pertes des Républicains sont d'environ 10 morts, tandis que Lacombe écrit dans son rapport que les pertes de ses hommes sont d'un mort et 10 blessés.
Devant cette occasion manquée, les chefs chouans ordonnèrent un autre assaut pour le lendemain. Mais Vannes ne sera pas attaquée.
| « Au nom de Dieu et de par le roi Louis XVII, Il est ordonné à la paroisse de se rendre aujourd'hui 16 mars à sept heures du soir au petit château dans le midi de Saint-Jean, avec fusils, pistolets, sabres, et, à leurs défaut, avec fourches, seaux et brocs, et du pain pour plusieurs jours. Nous espérons qu'ils montrerons plus de courage qu'hier. Il faut qu'ils se rendent tous sans faute pour aller rejoindre Monsieur de Silz qui doit attaquer Vannes ce soir. S'ils ne s'y rendent pas,ils peuvent s'attendre à être brûlés et tués par les républicains; qu'au contraire, s'ils s'y rendent, et qu'ils veuillent montrer du courage, nous répondrons du succès. La déroute d'hier n'est pas si grande qu'on le pense, car nous n'avons eu personne de tué et nous en avobns tué dix des leurs. Ce 16 mars l'an II du règne de Louis XVII. Signé: Briend fils, Berthelot. » |

## La répression
Cette bataille avait grandement inquiété les patriotes de Vannes, mais les insurgés ont finalement été vaincus assez facilement, cependant une nouvelle répression s'abat sur le Morbihan. Les Républicains quadrillent le territoire menés par l'agent national Jéhanno. Ils fusillent deux paysans pris les armes à la main à Plaudren, neuf autres sont passés par les armes à Grandchamp, puis un boucher est exécuté à Saint-Bily, en Plaudren, car un fusil chargé a été trouvé chez lui. Le 17 mars, cinq hommes sont massacrés par les soldats à Saint-Jean-Brévelay, trois autres sont exécutés à Bignan.
Le 17 mars 1794, Lacombe écrivait au district de Josselin : « Nous donnons vigoureusement la chasse aux brigands la nuit comme le jour, et nous espérons couper court à un commencement de Vendée, car déjà les brigands se qualifient d'armée catholique et royale... »